# Lomar
Lomar ist ein Ort und eine ehemalige Gemeinde (Freguesia) im Norden Portugals.

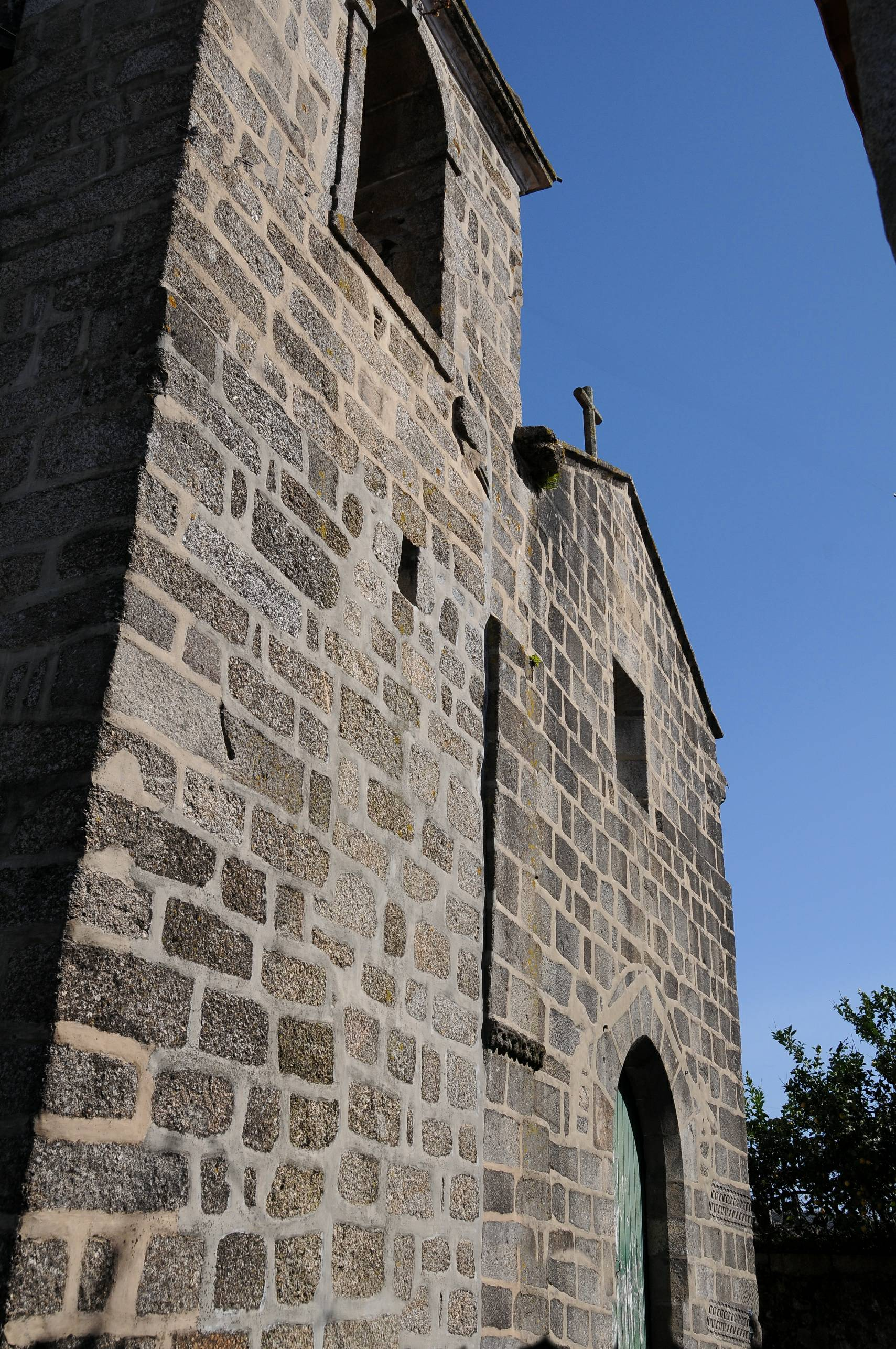
Kirche von Lomar

Lomar gehört zum Kreis und zur Stadt (pt: Cidade) Braga im Distrikt Braga. Die Gemeinde hatte eine Fläche von 3,1 km² und 6031 Einwohner (Stand 30. Juni 2011).
Am 29. September 2013 wurden die Gemeinden Lomar und Arcos zur neuen Gemeinde União das Freguesias de Lomar e Arcos zusammengeschlossen. Lomar ist Sitz dieser neu gebildeten Gemeinde.